# Zahale (obwód homelski)
Zahale lub Zahal (ros. Загалье, Zagalje) – wieś na Białorusi, w obwodzie homelskim, w rejonie chojnickim, w sielsowiecie koziełuzkim. Położona jest 41 km na wschód od Mozyrza, nad rzeką Wicią, przy drodze republikańskiej R35 Mozyrz-Chojniki.
W pobliżu wsi w dniach 17–18 czerwca 1649 roku miała miejsce bitwa pomiędzy oddziałem Kozaków i zbuntowanych włościan z jednej strony i polsko-litewską ekspedycją karną z drugiej strony. Bitwa zakończyła się zdecydowanym zwycięstwem sił polsko-litewskich.